# 本間博文
本間 博文（ほんま ひろぶみ、 1942年 -2019年）は、日本の建築史家。放送大学名誉教授。専門は、建築計画学、住居学、内モンゴル自治区での砂漠化防止に関する研究。

## 来歴
岩手県盛岡市生まれ。岩手県立盛岡第一高等学校、東北大学工学部建築学科卒業。
東京工業大学より工学博士の学位を取得（1977年(昭和52年)）。博士論文は「大都市居住者の住要求の構造に関する研究」。
東京工業大学理工学部技官/助手、東京工業大学工学部助手、東京家政大学助教授、放送大学教養学部助教授、1989年に同教授に昇格。放送大学東京第二学習センター所長（1993年4月から1999年3月）、放送大学副学長（2009年4月から2011年4月）を歴任。放送大学には1985年の開学当初から専任教員として携わる。2012年3月に放送大学を定年退職し名誉教授の称号を得る。
スケルトン定借方式マンションの事例研究・普及活動に携わり、地域社会と住宅のあり方、コーポラティブ住宅の事例研究、東アジアの住環境に関する論文、著作多数。

## 編著・共著
- 『住居1　住生活論』清家清共著　放送大学、1985
- 『住居2　住環境論』東修三共著　放送大学、1986
- 『住居3　住計画論』清家清共著　放送大学、1987
- 『住まいと環境』梅干野晁共著　放送大学、1990
- 『高齢化社会の生活と福祉』鬼頭昭三共編著　放送大学、1992
- 『都市の住まい』平井聖共編著 （放送大学 1992年）
- 『住居学概論』西村一朗共編著（放送大学 1994年）
- 『衣・食・住の科学』酒井豊子共編著.放送大学 1996
- 『高齢社会の生活設計』松村祥子共編著 （放送大学 1996年）
- 『新しい都市居住の空間』渡辺定夫,服部岑生共編著 放送大学 1997
- 『住まい学入門』編著（放送大学、1998
- 『住計画論』初見学共編著　放送大学、2002
- 『変動する社会と暮らし』今井悦子共著（放送大学 2002年）
- 『生活科学 (2)』佐藤滋共編著（放送大学 2002年）
- 『生活科学2 住民主体の居住環境整備』小林秀樹,藤本信義共編著.新訂.放送大学 2006
- 『生活健康研究』藤原康晴共編著（放送大学 2009年）
- 『住まい論』畑聰一共編著（放送大学 2010年）